# Борисенко Іван Іванович
Іван Іванович Борисенко (* 28 вересня 1923 — 22 квітня 1988) — радянський військовий льотчик-ас, Герой Радянського Союзу (1946).

## Біографія
Народився 28 вересня 1923 року в Запоріжжі у сім'ї робітника. Українець. Закінчив 9 класів середньої шклоли і Запорізький аероклуб.
У Червоній Армії з 1940 року. В 1942 році закінчив Качинську військову авіаційну школу льотчиків, з цього ж року на фронтах німецько-радянської війни.
Заступник командира ескадрильї 73-го гвардійського винищувального авіаційного полку (6-а гвардійська винищувальна авіаційна дивізія, 8-а повітряна армія, 2-й Український фронт) гвардії капітан І.Борисенко до березня 1945 року зробив 245 бойових вильоти, у 63 повітряних боях, збив особисто 23 літаки противника і 1 аеростат-коректувальник, а в складі групи допоміг збити 2 літаки і 2 аеростати супротивника.
15 травня 1946 року гвардії капітану Борисенко Івану Івановичу присвоєно звання Героя Радянського Союзу з врученням ордена Леніна і медалі «Золота Зірка» (№ 6324).
Після закінчення війни продовжував служити у ВПС СРСР.
У 1 953 році закінчив Військово-Повітряну академію. Освоїв кілька типів реактивних винищувачів.
З 1975 року полковник І. І. Борисенко у запасі. Жив і працював у Києві. Помер 22 квітня 1988 року.